# Elachyptera
Elachyptera es un género de plantas con flores pertenecientes a la familia Celastraceae. Comprende 9 especies descritas y de estas, solo 8 aceptadas.

## Descripción
Son lianas o árboles con ramas delgadas escandentes, glabras en todo o casi, las ramas cilíndricas. Hojas opuestas o subopuestas, pecioladas, estipuladas. Inflorescencias axilares o terminales, con muchas flores, paniculada-corimbosas, profusamente ramificadas, el pedúnculo y ramillas cuadrangulares. Flores hermafroditas, muy pequeñas, pediceladas, sépalos 5, generalmente más anchos que largos, redondeados en el ápice, 5 pétalos, imbricados, suberectos. Frutos de 3 mericarpos capsulares (2 mericarpos menudo frustrados), semillas 1-4 por mericarpo.

## Taxonomía
El género fue descrito por  Albert Charles Smith y publicado en Brittonia 3(3): 383, f. 3a–n. 1940. La especie tipo es: Elachyptera floribunda

## Especies aceptadas
A continuación se brinda un listado de las especies del género Elachyptera aceptadas hasta julio de 2011, ordenadas alfabéticamente. Para cada una se indica el nombre binomial seguido del autor, abreviado según las convenciones y usos.
- Elachyptera bipindensis (Loes.) R.Wilczek
- Elachyptera coriacea Lombardi
- Elachyptera festiva (Miers) A.C.Sm.
- Elachyptera floribunda (Benth.) A.C.Sm.
- Elachyptera holtzii (Loes. ex Harms) R.Wilczek
- Elachyptera micrantha (Cambess.) A.C.Sm.
- Elachyptera minimiflora (H.Perrier) N.Hallé
- Elachyptera parvifolia (Oliv.) N.Hallé